# Lucien Loizeau
Pour les articles homonymes, voir Loizeau.
 (mars 2011).
Si vous disposez d'ouvrages ou d'articles de référence ou si vous connaissez des sites web de qualité traitant du thème abordé ici, merci de compléter l'article en donnant les références utiles à sa vérifiabilité et en les liant à la section « Notes et références ».
Lucien Loizeau, né le 9 avril 1879 à Reims et mort le 6 juin 1978 à Angoulême, est un général et écrivain militaire français,  grand-croix de la Légion d'honneur.
Sorti de l'ESM de Saint-Cyr en 1900, il sert en Algérie de 1900 à 1907 puis participe à la Grande guerre en état-major et au front, où son comportement lui vaut d'être cité quatre fois  et fait chevalier de la Légion d'honneur. Il sert ensuite au Maroc de 1919 à 1928, où il est notamment directeur du Service des transports et sous-chef d'état-major des troupes d'occupation. Promu général de brigade en 1932, il est nommé sous-chef de l'état-major général de l'Armée en 1933 et effectue des missions militaires importantes en Italie en 1934 et en U.R.S.S. en 1935. Il commande ensuite le 6e corps d'armée durant la campagne de 1939-1940. Professeur de stratégie et de tactique militaire, il est également l'auteur de plusieurs publications dans le domaine militaire.

## Biographie

### Famille
Il est le fils de Paul Loizeau (1851-1920), ingénieur civil des arts et métiers, et de Marie Pauline Georges.
Il est issu d'une famille champenoise illustrée par le général Étienne Radet, grande figure du Premier Empire, et par Léon Bourgeois, président de l'Assemblée nationale et du Sénat sous la Troisième République.
En 1906, à Constantine, Lucien Loizeau épouse Hélène Panis avec qui il a deux filles.

### Jeunesse
Après de brillantes études secondaires terminées au lycée Faidherbe de Lille, Lucien Loizeau intègre Saint-Cyr dont, en 1900, il sort 3e sur 550 et premier d'Infanterie.
Ses premières armes se font en Algérie de 1900 à 1907 comme lieutenant au 3e régiment de tirailleurs algériens. Le jeune officier y étudie l'histoire de ce pays dans diverses publications qui le font nommer officier d'Académie à 27 ans.
Il fait ensuite l'École supérieure de guerre de 1907 à 1909. Il suit les enseignements des futurs maréchaux Foch et Pétain avant d'être attaché à l'état-major du gouvernement militaire de Paris auprès du général Maunoury.
Capitaine en 1912, il commande une compagnie au 72e régiment d'infanterie à Amiens.

### Première Guerre mondiale
Au cours de la Grande Guerre, il est d'abord l'un des représentants du maréchal Joffre auprès de l'Armée britannique et passe ensuite un an au Grand Quartier général (GQG). Nommé chef de bataillon le 30 septembre 1917, il est affecté au 130e RI le 11 décembre 1917, pour effectuer les 4 mois au front dans la troupe imposés alors à tous les officiers d'état-major. Il fait toute la campagne de 1918 comme commandant de bataillon en Champagne puis comme chef d'état-major de la 58e division dans son offensive de Noyon à la trouée de Chimay. Loizeau est cité quatre fois et nommé chevalier de la Légion d'honneur.
À l'armistice, le maréchal Foch l'appelle à son état-major pour assurer la direction des Chemins de fer des Pays rhénans.
Il intègre ensuite le Comité interallié présidé par Herbert Hoover, futur président des États-Unis.

### Entre-deux-guerres
En 1919, le maréchal Lyautey demande au commandant Loizeau de le rejoindre au Maroc.
Le résident général fait de Lucien Loizeau l'un de ses plus proches collaborateurs. Il va ainsi réorganiser les transports militaires et civils, en assumer la direction (sorte de ministère) et participer à toutes les réunions du gouvernement marocain.
Promu lieutenant-colonel, Loizeau assure également la direction du cabinet militaire du maréchal Lyautey. Au départ de ce dernier en 1925, le colonel Loizeau commande trois régiments de tirailleurs, notamment lors de la guerre du Rif et de la reddition de l'Atlas marocain.
Rentré en France en 1929, il est remarqué par le général Weygand au Centre des hautes études militaires et il devient professeur de tactique générale et commandant en second de l'École supérieure de guerre. Ses enseignements sont publiés en France et à l'étranger.
Général de brigade en 1932, Loizeau est décoré l'année suivante de la cravate de commandeur de la Légion d'honneur par le général Weygand. En 1934, il est nommé sous-chef d'état-major général de l'armée au ministère de la Guerre. L'adjoint du général Weygand, puis du général Maurice Gamelin, a la mission de diriger les bureaux d'opérations, de renseignements et de transports. Il négocie également la position de défense en Belgique avec l'état-major de ce pays. Il assure aussi d'importantes missions en Italie, auprès du roi Victor-Emmanuel III et de Mussolini, puis en URSS, à la recherche d'alliances militaires. L'idée est d'opposer plusieurs fronts à l'Allemagne en cas de guerre. À son retour de Russie, où il a rencontré le maréchal Kliment Vorochilov et assisté aux manœuvres de Kiev, le général propose une alliance militaire avec ce pays, ainsi que la constitution de compagnies parachutistes. Il ne sera entendu que sur le second point.
En 1936, Loizeau quitte le ministère de la Guerre, où ses relations avec le général Gamelin ne sont pas excellentes, pour prendre le commandement de la 12e division d'infanterie à Châlons-sur-Marne. Il est promu général de division. Dans ce commandement, il a la tâche de transformer cette unité en une division motorisée capable de se diriger rapidement, en réserve stratégique, sur un point éloigné du champ de bataille pour rétablir un front ou procéder à une contre-attaque.
Le général Loizeau poursuit également ses enseignements stratégiques et tactiques au Centre des hautes études militaires. Dans l'auditoire, on distingue quelques brillants sujets : Charles de Gaulle, Jean de Lattre de Tassigny et Alphonse Juin. Le 14 juillet 1938, il reçoit des mains du président Albert Lebrun la plaque de grand officier de la Légion d'honneur.
Le général Loizeau est nommé, en avril 1939, gouverneur militaire de Metz, « le plus beau commandement de France », en remplacement de son vieil ami le général Giraud. Désormais général de corps d'armée, Loizeau s'installe au palais du Gouverneur. Il commande à 100 000 hommes, dont le colonel de Gaulle. À l'heure où les hostilités s'approchent, ce poste prestigieux, occupé par les chefs les plus illustres, est particulièrement exposé. Loizeau constate vite le manque de préparation à la défense. La ligne Maginot n'est que factice, elle se réduit aux ouvrages de première ligne, sans la moindre défense des intervalles, sans la moindre profondeur, sans installation à proximité des troupes occupantes. Le tout nouveau gouverneur établit alors un plan d'urgence de travaux, qui commence à peine d'être appliqué quand la guerre débute.

### Seconde Guerre mondiale
À l'entrée en guerre, Lucien Loizeau prend la tête du 6e corps d'armée. Durant la drôle de guerre, le général emploie ses divisions non seulement pour les travaux de défense indispensables mais aussi pour leur instruction. Il développe en particulier l'esprit offensif par le jeu actif des patrouilles et des coups de main.
Le 20 juin 1940, après une lutte courageuse, encerclé par l'ennemi, sans vivres et sans munitions, il est fait prisonnier avec ses soldats et restera cinq années en captivité dans la forteresse de Königstein près de Dresde.

### Après-guerre
Libéré en 1945 en zone soviétique par un coup de main américain et passé à son retour en France dans le cadre de réserve, le général Loizeau se fixe à Angoulême en Charente dont il devient citoyen d'honneur. Il se consacre alors, tant au niveau national que départemental, à la défense des intérêts moraux et matériels des combattants prisonniers de guerre, ainsi qu'à l'écriture.
Titulaire de nombreuses décorations françaises et étrangères, le général Loizeau est élevé par le président Auriol à la dignité de grand-croix de la Légion d'honneur le 1er mars 1950.
Le général de corps d'armée Lucien Loizeau meurt presque centenaire le 6 juin 1978. Il repose aux côtés de son épouse au cimetière de Bardines à Angoulême.

## Décorations

### Française
- Grand-croix de la Légion d'honneur (1950)
- Croix de guerre 1914–1918 (4 citations)
- Officier d'académie

### Britanniques
- Ordre du Service distingué (Royaume-Uni)
- Croix militaire (Royaume-Uni)

### Autres
- Grand-croix de l'ordre du Nichan Iftikhar (Tunisie)
- Grand cordon de l'ordre du Ouissam alaouite (Maroc)
- Grand officier de l'ordre de la Couronne d'Italie
- Grand officier de l'ordre de l'Étoile de Roumanie
- Grand officier de l'ordre de la Couronne (Yougoslavie)
- Grand officier de l'Ordre du Soleil (Pérou)
- Grand officier de l'ordre du Mérite militaire (Espagne)
- Grand commandeur de l'ordre du Phénix (Grèce)
- Commandeur avec Étoile de l'Ordre Polonia Restituta
- Grand commandeur de l'ordre du Grand Duc Gediminas (Lituanie)
- Commandeur de l'ordre de Léopold (Belgique)
- Commandeur de l'ordre du Lion blanc (Tchécoslovaquie)
- Officier de l'Ordre du Jade (Taiwan)
- Chevalier de l'Ordre royal de Saint-Sava (Serbie)
- Chevalier de l'ordre d'Orange-Nassau (Pays-Bas)

## Publications
- La stratégie allemande en 1918, 1934.
- Deux manœuvres. La manœuvre d'aile. La manœuvre défensive, avec 13 croquis hors texte, 1933.
- Le combat d'une division, 1932.
- Succès stratégiques. Succès tactiques, préface du général Maurice Gamelin, avec 13 croquis dont le hors texte, 1931.